# 大統領杯全国囲碁大会
大統領杯全国囲碁大会（だいとうりょうはいぜんこくいごたいかい、대통령배 전국바둑대회）は韓国の囲碁の棋戦。2019年にアマチュアの囲碁大会として開始。2020年第2回からプロ棋士部門も行われる。
- 主催 韓国棋院、大韓囲碁協会、(3-5回,7回-)華城市体育会、(6回)江陵市
- 後援 文化体育観光部、国民体育振興公団、大韓体育会、(1,3回-)華城市、(1回)仁川国際空港公社
- 協力 (2回)平昌郡囲碁協会
- 優勝賞金（プロ棋士部、2回-）1500万ウォン

第4回からアマチュア部門優勝者は、世界アマチュア囲碁選手権戦の韓国代表の資格を得る。

## 成績

### 第1回(2019年)
2019年12月21-22日に、華城市で開催。10部門の個人戦と、学生学年部14部門、学生放課後部16部門が行われた。
- 初等最強部 優勝:최민서
- 中等部 優勝:박지현
- 未来&成長対決 朴廷桓(勝) - 金恩持

### 第2回(2020年)
2020年11月21-22日に、平昌郡で開催。
- アマチュア最強部 優勝:김기백
- シニア部 優勝:정홍균
- 女子部 優勝:조시연
- プロ棋士部（決勝戦） 朴河旼 - 宋知勳

### 第3回(2021年)
2021年11月29-30日に華城市で開催された。
- アマチュア部 優勝:김정현
- シニア・女性最強部 優勝:이루비
- 中・高等最強部 優勝:김승구
- 初等最強部 優勝:기민찬
- プロ棋士部（決勝戦） 韓昇周 - 金志錫

### 第4回(2022年)
2022年7月30-31日に華城市で開催された。
- アマチュア部 優勝:김정선
- プロ棋士部（決勝戦） 崔哲瀚 - 宋知勳

### 第5回(2023年)
2023年8月12-13日に華城市で開催された。
- アマチュア部 優勝:김정선
- プロ棋士部（決勝戦） 李元道 - 洪性志

### 第6回(2024年)
2024年11月25-29日に江陵市で開催された。
- プロ棋士部（決勝戦） 朴진솔 - 洪性志

### 第7回(2025年)
2025年8月16-18日に華城市で開催された。
- アマチュア部 優勝:김현석
- プロ棋士部（決勝戦） 卞相壹 - 李宰成